# Медаль Карла и Ольги
Медаль Карла и Ольги — государственная награда королевства Вюртемберг, учреждённая супругой короля, российской великой княжной Ольгой Николаевной, с разрешения своего мужа, Карла I (правил в 1864—1891), 16 июня 1889 года, для награждения мужчин и женщин за отличие в уходе за ранеными и больными солдатами в составе миссий Красного Креста. Несмотря на сходство с орденом Ольги (лента тех же цветов), медаль не являлась его частью.

## Внешний вид
Медаль выполнялась в серебре или в бронзе. Она имела традиционную круглую форму. В центре размещался рельефный портрет королевской четы с круговой подписью по краю медали: KARL UND OLGA KÖNIG UND KÖNIGIN VON WÜRTTEMBERG («Карл и Ольга, король и королева Вюртемберга»). На задней стороне — надпись в центре FÜR VERDIENSTE UM DAS ROTE KREUZ («За услуги Красному Кресту») и надпись по кругу: VON DER PROTEKTORIN DES WÜRTT. SANITÄTSVEREINS VOM ROTEN KREUZ. («От покровительницы Вюртембергского комитета Красного Креста»). Над медалью был прикреплён небольшой серебряный крест, покрытый красной эмалью. Лента медали чёрная, с двумя широкими красными полосами по краям, по одной с каждой стороны, с отступом от краёв. Мужчины носили медаль на ленте, женщины — на банте, и те и другие — на левой стороне груди.